# Saison 2 de Code Lyoko
Chronologie
Saison 1 Saison 3
Cet article présente le guide des épisodes de la deuxième saison de la série télévisée d'animation française Code Lyoko.

## Synopsis de la saison
Jérémie a enfin trouvé le moyen de matérialiser sur Terre son amie virtuelle Aelita. Alors qu'ils pensaient pouvoir éteindre le supercalculateur pour mettre fin à la menace de XANA, les héros se rendent compte qu'Aelita est liée à ce dernier, et qu'éteindre l'un signifie éteindre l'autre. Jérémie se rend compte qu'un virus implanté à Aelita en est la cause, par conséquent il se met à la recherche d'un antivirus. De son côté, XANA a augmenté en puissance, ce qui lui a permis de créer de nouveaux monstres, dont la Méduse. Grâce à celle-ci, XANA a pour nouvel objectif de s'emparer de la mémoire d'Aelita afin de lui dérober les clefs de Lyoko, qui lui permettront de s'échapper du monde virtuel.

## Épisodes

### Épisode 27:Nouvelle donne
- France : 31 août 2005
- États-Unis : 19 septembre 2005

### Épisode 28:Terre inconnue
- France : 7 septembre 2005
- États-Unis : 20 septembre 2005

### Épisode 29:Exploration
- France : 14 septembre 2005
- États-Unis : 21 septembre 2005

### Épisode 30:Un grand jour
- France : 21 septembre 2005
- États-Unis : 22 septembre 2005

### Épisode 31:Mister Pück
- France : 28 septembre 2005
- États-Unis : 23 septembre 2005

### Épisode 32:Saint Valentin
- France : 5 octobre 2005
- États-Unis : 26 septembre 2005

### Épisode 33:Mix final
- France : 12 octobre 2005
- États-Unis : 27 septembre 2005

### Épisode 34:Chaînon manquant
- France : 19 octobre 2005
- États-Unis : 28 septembre 2005

### Épisode 35:Les jeux sont faits
- France : 26 octobre 2005
- États-Unis : 29 septembre 2005

### Épisode 36:Marabounta
- France : 2 novembre 2005
- États-Unis : 30 septembre 2005

Après un cours de Mme Hertz sur la vie sociale des fourmis et après une question de Sissi sur les fourmis tueuses d'humains, Jérémie a alors une idée qu'il tente de partager avec ses amis, mais ces derniers ont d'autres projets pour l'après-midi. Jérémie prend alors l'initiative de développer seul un logiciel à l'usine, sur le modèle des fourmis tueuses. Il nomme sa création la Marabounta. Un peu plus tard, il propose à Aelita et Odd de venir sur Lyoko pour tester et observer sa création. Ces derniers acceptent et se font virtualiser. Mais la Marabounta commence alors à échapper au contrôle de Jérémie et s'en prend à Aelita, croyant qu'il s'agit d'une créature de XANA, à cause du virus que ce dernier lui a implanté. Odd et Aelita se retrouvent pourchassés par la Marabounta qui se met à recouvrir tout le territoire. C'est alors que XANA vient alors étonnamment en aide à nos héros, car lui non plus ne veut pas perdre Aelita. De son côté, Ulrich boude après avoir subi la honte de sa vie à la piscine, sous les yeux de Yumi...

### Épisode 37:Intérêt commun
- France : 9 novembre 2005
- États-Unis : 3 octobre 2005

### Épisode 38:Tentation
- France : 7 décembre 2005
- États-Unis : 25 novembre 2005

### Épisode 39:Mauvaise conduite
- France : 16 novembre 2005
- États-Unis : 26 octobre 2005

### Épisode 40:Contagion
- France : 23 novembre 2005
- États-Unis : 4 octobre 2005

### Épisode 41:Ultimatum
- France : 30 novembre 2005
- États-Unis : 5 octobre 2005

### Épisode 42:Désordre
- France : 14 décembre 2005
- États-Unis : 6 octobre 2005

### Épisode 43:Mon meilleur ennemi
- France : 11 janvier 2006
- États-Unis : 7 octobre 2005

### Épisode 44:Vertige
- France : 11 janvier 2006
- États-Unis : 24 octobre 2005

### Épisode 45:Guerre froide
- France : 18 janvier 2006
- États-Unis : 25 octobre 2005

### Épisode 46:Empreintes
- France : 18 janvier 2006
- États-Unis : 27 octobre 2005

### Épisode 47:Au meilleur de sa forme
- France : 25 janvier 2006
- États-Unis : 28 octobre 2005

### Épisode 48:Esprit frappeur
- France : 25 janvier 2006
- États-Unis : 1er novembre 2005

### Épisode 49:Franz Hopper
- France : 1er février 2006
- États-Unis : 31 octobre 2005

### Épisode 50:Contact
- France : 1er février 2006
- États-Unis : 25 novembre 2005

### Épisode 51:Révélation
- France : 8 février 2006
- États-Unis : 9 décembre 2005

### Épisode 52:Réminiscence
- France : 8 février 2006
- États-Unis : 9 décembre 2005